# Daallo Airlines
Daallo Airlines è una compagnia aerea di proprietà somala con sede nella zona franca dell'aeroporto di Dubai ad Al Garhoud, Dubai, Emirati Arabi Uniti. Con il suo hub principale presso l'aeroporto di Gibouti-Ambouli, la compagnia aerea opera servizi di linea nel Corno d'Africa e nel Medio Oriente.

## Storia
Daallo Airlines venne fondata nel 1991 a Gibuti da Mohamed Haji Abdillahi Abusita e Mohammed Ibrahim Yassin Olad. Iniziò le operazioni il 20 marzo 1991. A marzo 2000, il vettore aveva 42 dipendenti; la sua flotta era composta da due Antonov An-24RV, un Let 410 UVP-E e due Tupolev Tu-154M che servivano Berbera, Borama, Bossaso, Dire Dawa, Gibuti, Dubai, Hargeisa, Jeddah, Mogadiscio e Sharja. Gli aerei sovietici venivano ampiamente utilizzati, sebbene siano poi stati aggiunti alcuni Boeing e Airbus, consentendo il lancio di voli diretti tra Gibuti e Parigi nel luglio 2001 e voli tra Gibuti e Londra nell'ottobre 2002.
A marzo 2007, Daallo Airlines aveva 110 dipendenti. Il vettore ha ricevuto nuovi azionisti nel corso dell'anno, tra cui la sussidiaria di Dubai World, Istithmar World Aviation. I fondatori e proprietari Mohamed Haji Abdillahi "Abusita" e Mohammed Ibrahim Yasin "Olaad" sono rimasti come membri del consiglio. Nel dicembre 2008, Terry Fox, che era stato direttore delle operazioni, è stato nominato amministratore delegato. La compagnia ha mantenuto il servizio sulla sua principale rotta europea per Parigi CDG e Londra Gatwick da Gibuti fino al 2009. Nel marzo 2010, tutte le operazioni di volo sono state sospese, ma il servizio è ripreso più tardi nel corso dell'anno.
Nel febbraio 2015, Daallo Airlines si è fusa con Jubba Airways per formare la nuova holding African Airways Alliance. Entrambe le compagnie aeree continuano a operare con marchi separati.

## Destinazioni
Al 2022, Daallo Airlines opera voli tra Arabia Saudita, Emirati Arabi Uniti, Gibuti, Kenya e Somalia.

## Flotta

### Flotta attuale

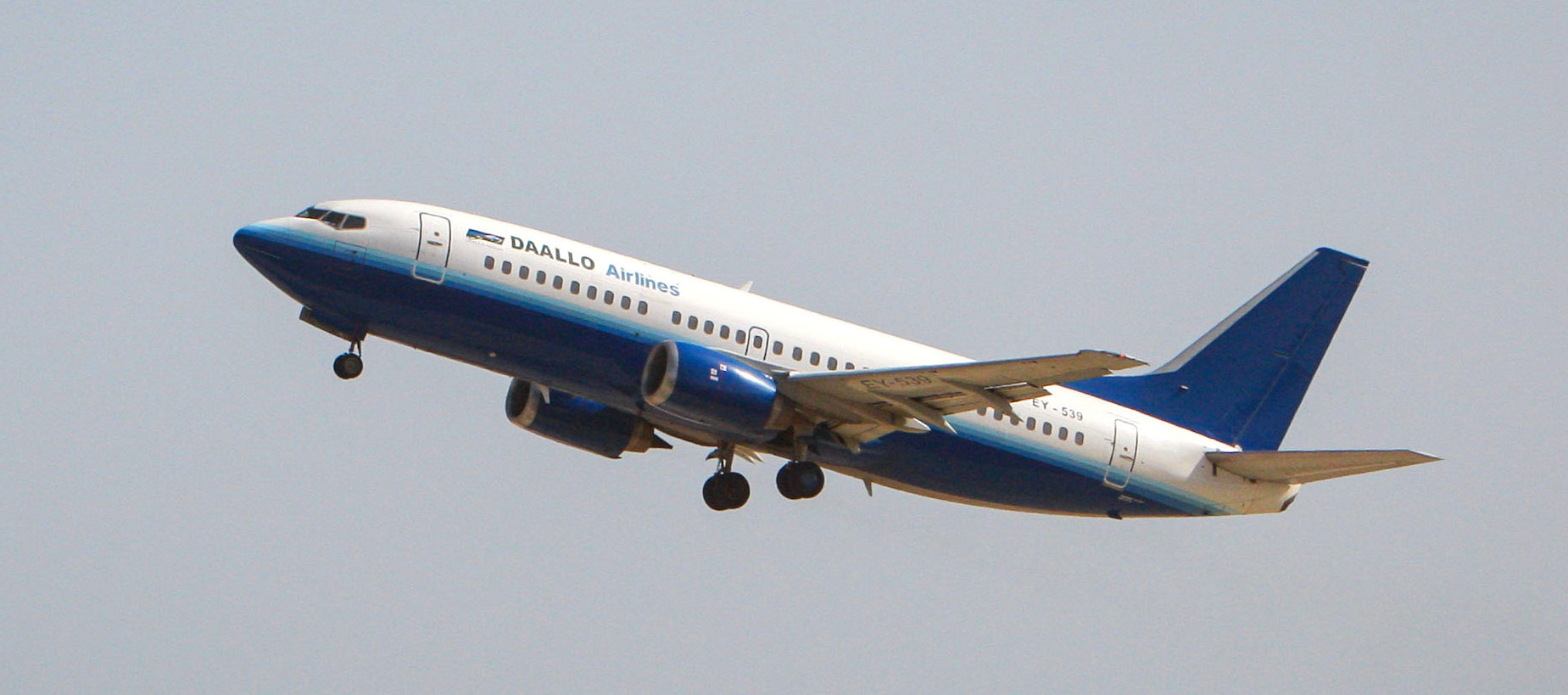
Un Boeing 737-300.

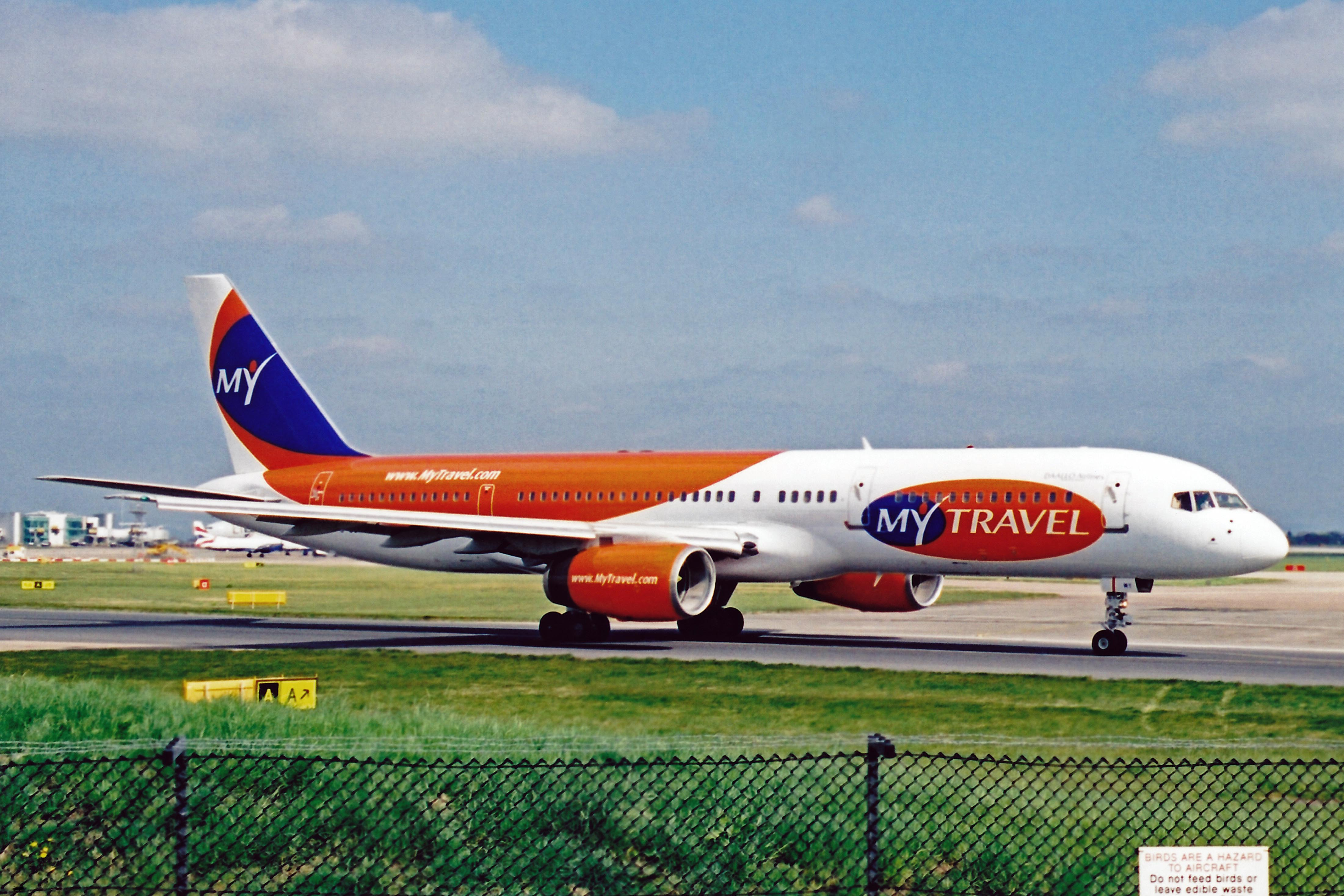
Il Boeing 757 della Daallo operato dalla MyTravel Airways.

A dicembre 2022 la flotta di Daallo Airlines è così composta:

### Flotta storica
Daallo Airlines operava in precedenza con:
- Airbus A320-200
- Airbus A321-100
- Antonov An-12
- Antonov An-24
- Ilyushin Il-18
- Ilyushin Il-76
- Boeing 727-200
- Boeing 737-200
- Boeing 747SP
- Boeing 757-200
- British Aerospace 146-200
- Let L 410
- McDonnell Douglas MD-83
- Tupolev Tu-154

## Incidenti
- Il 13 gennaio 2009, un Antonov An-24, marche S9-KAS, effettuò un atterraggio senza il carrello di atterraggio anteriore che non si era esteso correttamente. Non ci furono vittime tra i 15 a bordo ma l'aereo subì danni sostanziali e venne demolito.[13]
- Il 2 febbraio 2016, il volo Daallo Airlines 159, un Airbus A321-100, subì un'esplosione in volo circa 15 minuti dopo il decollo dall'aeroporto di Mogadiscio, in Somalia, quando l'aereo si trovava a circa 12 000 piedi (3 700 m). L'esplosione era avvenuta sul lato destro dell'aereo, appena dietro la porta R2 vicino al sedile 16F. Si era creato un grande buco nella fusoliera e un passeggero era caduto dall'aereo ed era rimasto ucciso. Altri due passeggeri erano rimasti feriti. Il passeggero caduto, un terrorista, aveva fatto intenzionalmente detonare una bomba cercando di far cadere l'aereo, non riuscendoci.[14]